# Verona Rugby 2018-2019

## Rosa
Fonte rosa e statistiche giocatori: It's Rugby

## TOP12 2018-19

### Stagione regolare
| Incontro               | Andata | Ritorno |
| ---------------------- | ------ | ------- |
| Calvisano — Verona     | 37-3   | 33-20   |
| San Donà — Verona      | 23-10  | 11-15   |
| Verona — S.S. Lazio    | 27-7   | 20-0    |
| Petrarca — Verona      | 18-7   | 36-8    |
| Verona — Mogliano      | 8-34   | 20-21   |
| Reggio Emilia — Verona | 31-19  | 26-10   |
| Verona — I Medicei     | 17-33  | 14-30   |
| Fiamme Oro — Verona    | 68-14  | 29-26   |
| Verona — Valsugana     | 18-15  | 26-23   |
| Rovigo — Verona        | 61-7   | 36-28   |
| Verona — Viadana       | 3-8    | 50-0    |

#### Risultati della stagione regolare
| Posizione | G  | V | N | P  | PF  | PS  | DP   | B | Pt |
| --------- | -- | - | - | -- | --- | --- | ---- | - | -- |
| 11ª       | 22 | 6 | 0 | 16 | 344 | 590 | -246 | 6 | 30 |

### Spareggio retrocessione
| Incontro            | Risultato |
| ------------------- | --------- |
| S.S. Lazio — Verona | 16-14     |

## Coppa Italia 2018-19

### Prima fase

#### Girone 1
| Incontro           | Andata | Ritorno |
| ------------------ | ------ | ------- |
| Verona — Mogliano  | 48-7   | 28-29   |
| San Donà — Verona  | 17-17  | 10-23   |
| Verona — Valsugana | 28-12  | 12-31   |

#### Risultati del girone 1
| Posizione | G | V | N | P | PF  | PS  | DP  | B | Pt |
| --------- | - | - | - | - | --- | --- | --- | - | -- |
| 2ª        | 6 | 3 | 1 | 2 | 156 | 115 | +41 | 3 | 17 |

## Verdetti
- Verona retrocesso in serie A